# 三浦隆
三浦 隆（みうら たかし、1930年5月27日 - 2011年8月23日）は、日本の政治家。衆議院議員（3期）。

## 略歴
戦前無産政党で活動し戦後衆議院議員を務めた三浦寅之助の息子として、神奈川県横浜市に生まれる。横浜市立幸ヶ谷小学校、神奈川県立横浜第二中学校（現在の神奈川県立横浜翠嵐高等学校）、横浜市立大学から早稲田大学大学院修士課程修了を経て、関東学院大学で教鞭を取った（憲法専攻）。
1976年の総選挙に民社党公認で神奈川1区から出馬。この時は落選するが1979年の総選挙で初当選、以後3期連続当選。この間、党統制委員(1981年～1985年。落選後も1989年～1994年。うち1990年～1992年は政策審議会副会長も兼任)・党学生対策委員長(1983年～1984年)・党市民団体対策委員長(1985年)を歴任し、衆議院交通安全対策特別委員会理事(1986年)を務めた。また、北海道旧土人保護法から｢旧土人｣の表記を外すことを国会で訴えた。現職中に実現することはなかったが、後に同法廃止とアイヌ文化振興法制定という形で実を結んだ。
1986年の総選挙で落選し、1990年の総選挙でも国政復帰は叶わず政界を退く。その後、桐蔭横浜大学法学部教授となり法学科長
(1993年)を歴任。1999年に定年退職した後も客員教授・名誉教授(2002年)を務め、2010年に旭日中綬章を授与された。2011年8月23日、肺炎のため横浜市の病院で死去。81歳没。なお、終身民社協会横浜北協議会長であった。

## 役員
- 日韓文化交流基金理事

## 著書
- 政治と文学の接点　漱石、蘆花、龍之介などの生き方(冬至書房、1995年)
- 実践憲法学(北樹出版、1996年)
- 現代法学入門（北樹出版、2004年）